# Poeciloxestia parallela
Poeciloxestia parallela är en skalbaggsart som beskrevs av Lúcia Maria de Campos Fragoso 1978. Poeciloxestia parallela ingår i släktet Poeciloxestia och familjen långhorningar. Inga underarter finns listade i Catalogue of Life.